# Callistemon coccineus
Callistemon coccineus är en myrtenväxtart som beskrevs av Ferdinand von Mueller. Callistemon coccineus ingår i släktet lampborstar, och familjen myrtenväxter. Inga underarter finns listade i Catalogue of Life.

## Bildgalleri

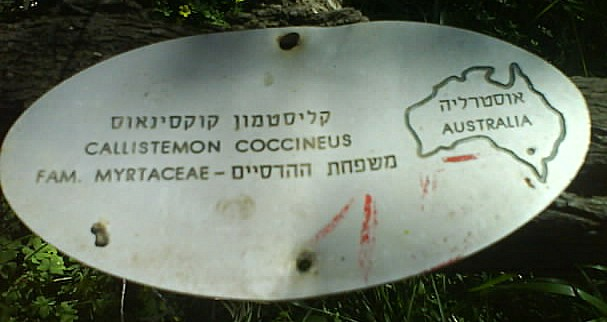
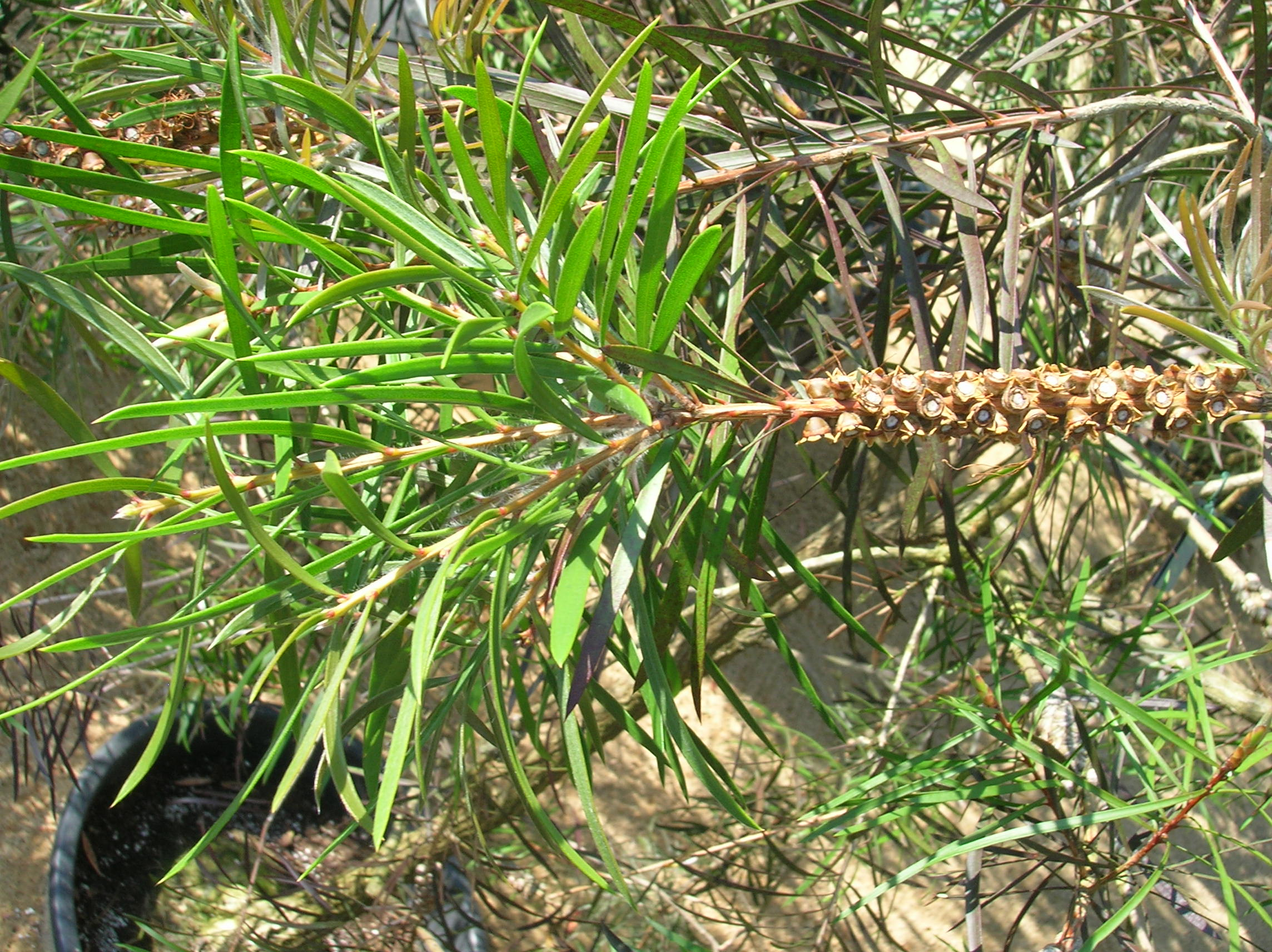
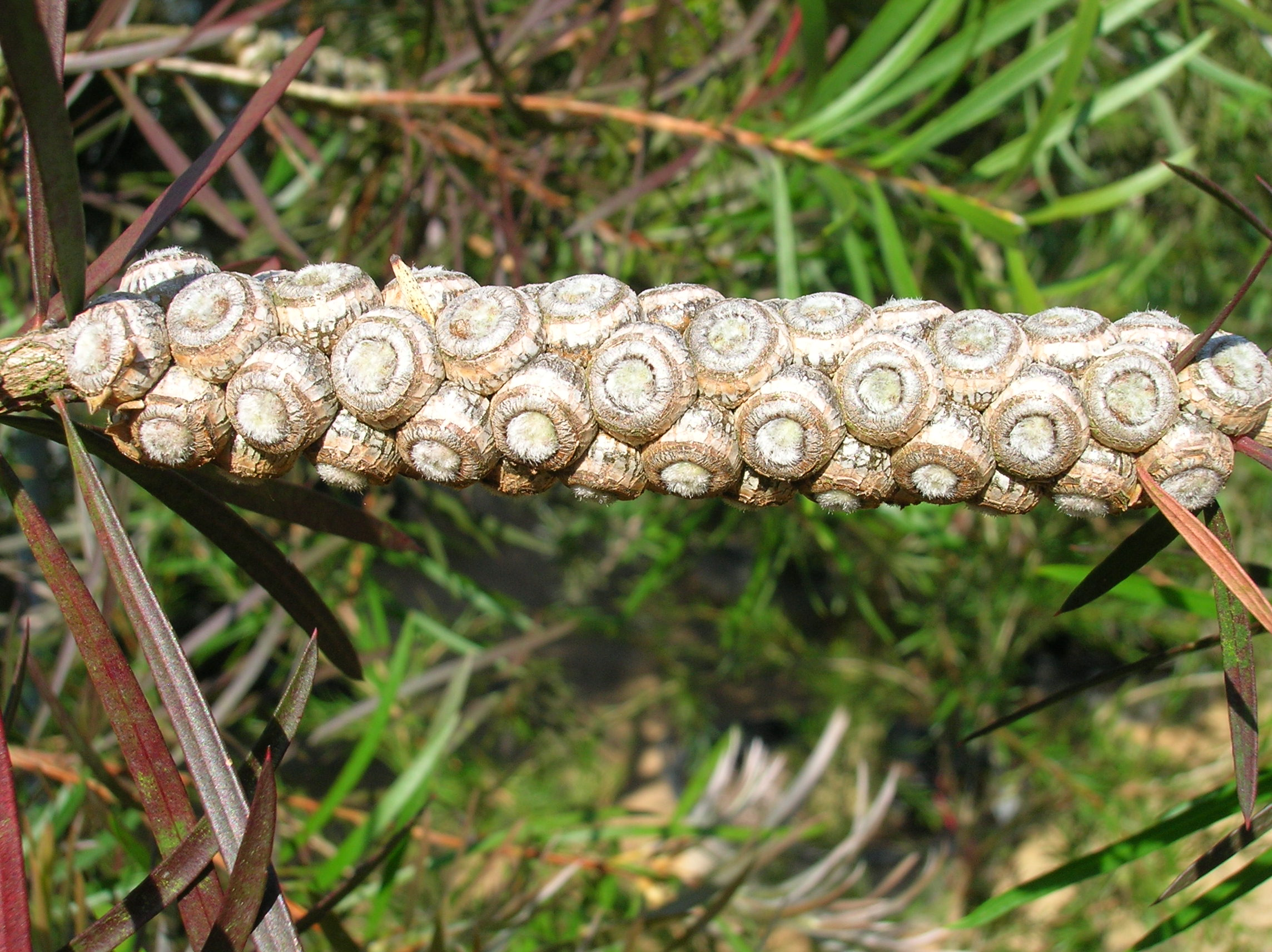
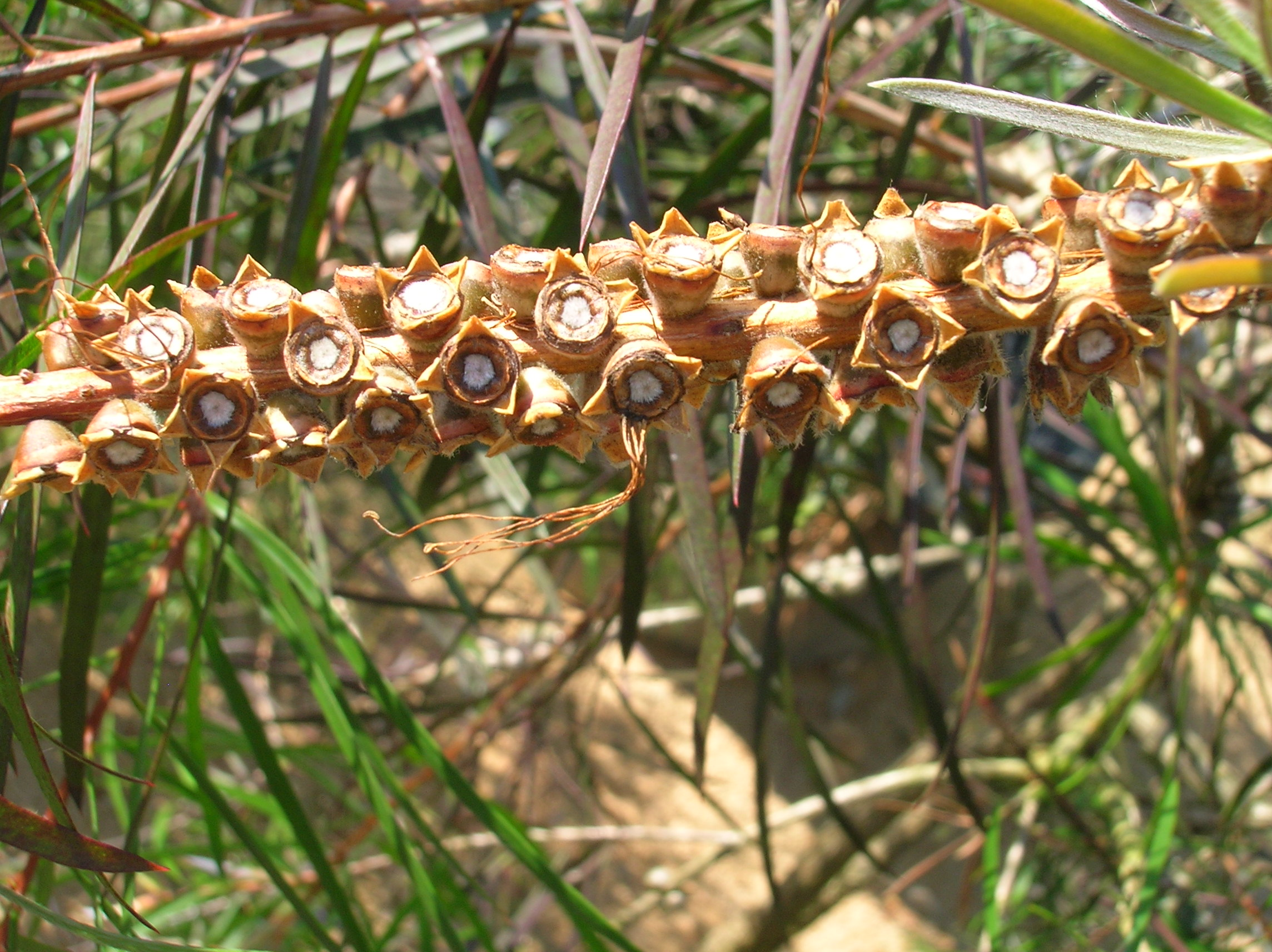